# Ферлес Хилс (Пенсилванија)
Ферлес Хилс (енгл. Fairless Hills) насељено је место без административног статуса у америчкој савезној држави Пенсилванија.

## Демографија
По попису из 2010. године број становника је 8.466, што је 101 (1,2%) становника више него 2000. године.
| Група             | 2000.         | 2010.         |
| Белци             | 7.577 (90,6%) | 7.216 (85,2%) |
| Афроамериканци    | 235 (2,8%)    | 322 (3,8%)    |
| Азијати           | 242 (2,9%)    | 470 (5,6%)    |
| Хиспаноамериканци | 213 (2,5%)    | 308 (3,6%)    |
| Укупно            | 8.365         | 8.466         |